# ConeCrewDiretoria
Cone Crew Diretoria  é um grupo de rap brasileiro da cidade do Rio de Janeiro, composto pelo beatmaker Papatinho e pelos MCs Cert, Rany Money, Batz, Maomé e Ari.

## História
O grupo surgiu em 2006, quando Papatinho (Thiago) viu potencial nas rimas que Cert (André) havia composto, que antes de tudo fazia uma parceria cantando na banda C.O.N.E a banda de Ari (Adriano), e resolveu tentar ajudar criando batidas. A princípio, já foi formalizado um acordo: Cert só faria rimas, enquanto Papatinho responsabilizaria-se pelas batidas. Assim, a dupla original gravou os primeiros sons do grupo que até então não tinha um nome definido. A sigla C.O.N.E tem o significado interno vindo da abreviação "Com Os Neurônios Evaporando". Certo dia, na residência de Cert (André), encontra-se Papatinho (Tiago) e Rany Money (Gabriel). Este último mostrou letras que tinha recém escrito; Papatinho logo visualizou capacidade no amigo e o chamou pra gravar juntamente com Cert. Após a música estar gravada — que recebeu o nome de "Skunk Funky" — era nítido que os três músicos compartilhavam a mesma filosofia.
Na sequência Maomé (Pedro) também se interessou em começar a escrever e entrou no grupo, que finalmente foi batizado como ConeCrewDiretoria. Enquanto estava redigindo letras, uma equipe médica a bordo de uma ambulância parou na casa de Maomé e o internou a força por 100 dias: na clinica Maomé escreveu as músicas "Detido Por Ser Livre" e "Escravizado". Depois de ser liberto, Maomé começou a participar de batalhas de MC's, tendo um vice-campeonato e um título (2008) na Liga dos MC's. Ademais, venceu por oito vezes a Batalha do Conhecimento. Papatinho (Tiago) no ano de 2008, ele foi vencedor da única edição da Battle Beats Brasil do Rio de Janeiro, onde começou a ganhar maior notoriedade na cena underground, sendo que em 2009 venceu também a Batalha da Festa B.E.A.T.S.
 Em 2008, o grupo lançou um demo tape de estreia, chamado Ataque Lírico, que contava com as faixas gravadas pela equipe até então. Posteriormente, Batoré (Rafael) e Ari (Adriano) entraram no grupo e foram lançados dois videoclipes, de  "Fênix" e "Lá Pa Lapa", em 2008 e 2009, respectivamente. No final de 2010, já finalizado seu primeiro álbum oficial, a Cone lançou o single "Chama Os Mulekes", o primeiro do álbum Com os Neurônios Evoluindo. O álbum, lançado em 22 de março de 2011, conta com participações de Marcelo D2, Don L e Shawlin

## Discografia
- Ataque Lírico (2007): O CD 'Ataque Lírico' foi o primeiro CD (demo) do grupo Carioca ConeCrewDiretoria, possui 17 faixas, quando o disco foi lançado o grupo só tinha quatro integrantes: Papatinho (Thiago), Cert (André), Rany Money (Gabriel), Maomé (Pedro), o disco é o menos conhecido do grupo por ser divulgado numa época que a banda não tinha reconhecimento na cena do RAP.
- Com os Neurônios Evoluindo (2011): Lançado em 22 de Março de 2011, é o disco de maior ascensão do grupo, foi lançado em 2011 quando já haviam todos os 6 integrantes atuais, Ari (Adriano), Batoré (Rafael), Cert (André), Maomé (Pedro), Papatinho (Thiago) e Rany Money (Gabriel), nesse disco a ConeCrew teve sua 'época de ouro' com hits como 'Rainha da Pista', 'Chama os Mulekes', 'Fênix', 'Lá Pa Lapa', entre outros, além de ter participações de Marcelo D2, Don L. e Shawlin
- Bonde da Madrugada pt. 1 (2014): Lançado em 20 de Abril de 2014, foi o 3° disco do grupo, com uma variedade de estilos, RAP Love Song, além de possuir músicas fazendo críticas a política atual do Brasil, e de forma irônica, em algumas músicas a ConeCrewDiretoria satiriza o sertanejo, axé, calças coloridas, pochetes, reality shows, etc.
- Bonde da Madrugada pt. 2 (2017): Lançado em 15 de maio de 2017, 'o primeiro clipe 'Relíquia 2' lembrando de alguns amigos que ficaram para trás na caminhada até aqui. Dia 26 de maio de 2017 lançam o álbum completo com 18 músicas que chegou estourando tudo no estilo de antes.